# Juramentado

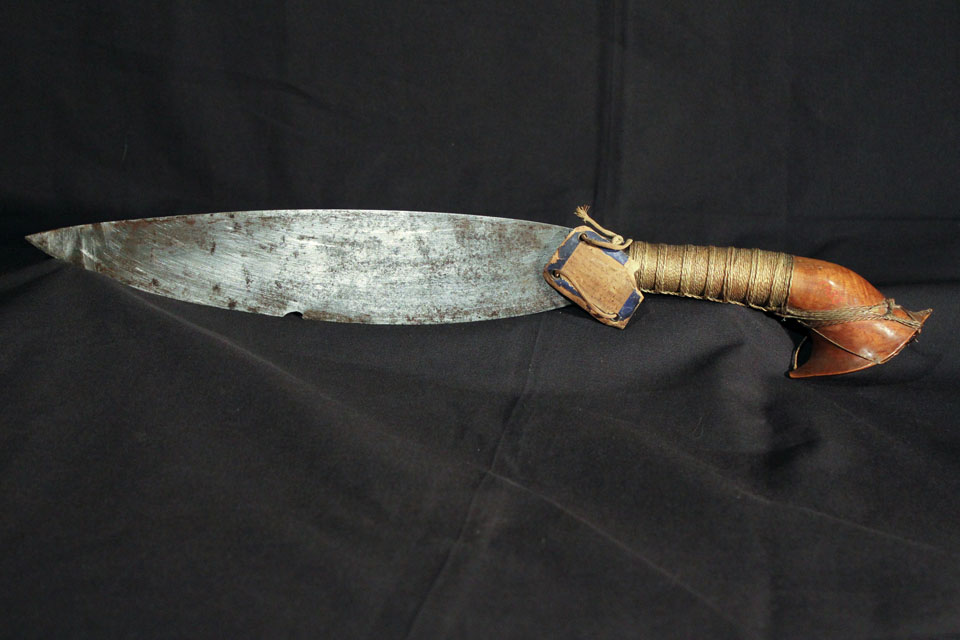
Arma blanca -barong- pertanyent a un juramentado (1888).

Un juramentado fa referència, en la història filipina, a un espadatxí suïcida de l'ètnia moro, que atacava i matava soldats i policies cristians, esperant que el matessin, cercant el martiri com a forma poc ortodoxa de gihadisme personal. A diferència d'un amok, que cometia actes de violència aleatòria contra musulmans i no-musulmans indistintament, un juramentado era un assassí dedicat, premeditat i, de vegades, altament especialitzat que es preparava mitjançant un ritual d'unió, afaitat i oració per tal d'aconseguir un assassinat religiós, públic i a cara descoberta, armat només amb armes blanques.
Durant generacions, tribus bèl·liques de moros havien aconseguit impedir a Espanya controlar totalment les àrees al voltant de Mindanao i l'arxipèlag de Sulu, desenvolupant una ben guanyada reputació com a notables invasors marins, estrategs navals i guerrers ferotges que, freqüentment, van demostrar una valentia personal extraordinària en combat. Mentre que les forces mores mai podrien igualar la potència de foc o armes oponents, aquestes bandes utilitzen la intel·ligència, l'audàcia i la mobilitat per atacar fortament les defenses dels objectius i derrotar ràpidament els més vulnerables. El juramentado era una tàctica de guerra asimètrica.

## Etimologia i ús
Juramentado és un terme arcaic derivat de la paraula espanyola juramentar, és a dir, aquell que fa un jurament. Algunes fonts relacionen els amoks (del terme Malai "fora de control") i els juramentados com a síndromes culturals específiques similars, mentre que altres identifiquen diferències en l'estat de mentalització i preparació religiosa. L'acció de juramentar es pot definir com anar juramentado o córrer juramentado.
Els oficials de l'Exèrcit dels EUA que havien servit a Bangsamoro van incorporar el modisme al seu propi vocabulari, però sovint ho assimilaven amb el conjunt dels moros. A les seves memòries, l'advocat del Servei de l'Aire de l'Exèrcit Benjamin D. Foulois parlava del seu rival del Servei de l'Aire, Billy Mitchell, dient: "Ha esdevingut fanàtic com els moros de les Filipines. S'ha convertit en un juramentado i està a punt per ser amok."

## Història
El terme juramentado va ser encunyat per José Malcampo, al capdavant durant l'ocupació espanyola de l'illa de Jolo el 1876, però els moros ja havien estat fent aquests atacs personals durant molts anys. Durant la guerra hispano-estatunidenca els juramentados eren qüestionats als mitjans de comunicació americans, algunes fonts oficials varen trobar pocs casos documentats. El 1903, el comandant local de l'Exèrcit dels Estats Units, Leonard Wood, va enviar un informe al Governador de les Filipines William Howard Taft indicant que els juramentados eren "un delicte massa repetit". Gairebé quaranta anys més tard, en la vigília de la invasió japonesa de les Illes Filipines al començament de la Segona Guerra Mundial, la revista Time informava d'atacs de juramentado a Jolo que van tenir lloc "un cop que cada dos dies".
Els moros juramentados realitzaven atacs suïcides contra les tropes japoneses. Els japonesos estaven entre els enemics contra els quals els moros juramentados llençaven atacs, però també ho feien contra els espanyols, americans i filipins, mentre que mai no van atacar als xinesos, ja que la Xina no era considerada enemiga del poble moro. Els japonesos varen respondre als atacs suïcides massacrant tots els familiars de l'atacant.

## Camí al paradís
Els candidats, coneguts com a mag-sabil, "que suporten els mals de la mort", eren seleccionats entre el jovent musulmà inspirat al martiri per l'ensenyament dels imams. Els pares eren consultats abans que els joves fossin autoritzats pel sultà per ser formats i entrenats per al Parang-sabil (el camí al Paradís). Després d'un jurament, amb la mà sobre l'Alcorà, l'elegit prenia un bany ritual, s'afaitava tot el borrissol corporal, i les celles es retallaven per semblar-se a "una lluna de dos dies."
Una banda forta se li embolicava fermament al voltant de la cintura, i uns cordons es lligaven fortament al voltant dels genitals, turmells, genolls, part alta de les cuixes, canells, colzes, i espatlles, restringint el flux de sang i impedint al mag-sabil de perdre massa sang en cas de lesió abans d'acomplir la seva horrible tasca. Vestit amb roba blanca i turbant, el jove escollit esmolava i polia les seves armes abans de l'acció.
Al moment de l'atac, el mag-sabil s'aproparia a un grup gran de cristians al crit "La ilaha il-la'l-lahu" ("no hi ha cap déu sinó Allah"), portant kris o barong i corrent cap al grup brandint la seva espasa, assassinant i mutilant tantes víctimes com fos possible en el temps que li resti fins que el matin. El veritable creient, però, s'ha d'enfrontar a un dilema teològic. Si el juramentado creu que els seus assassinats agraden Al·là, no pot admetre que les inevitables conseqüències dels seus atacs constituiran un suïcidi per se, ja que el seu Alcorà ho prohibeix.. Per reconciliar aquesta inconsistència, es vesteixen com a màrtirs de les seves pròpies accions, justificant el seu camí al paradís amb la sang vessada de nombrosos enemics de la fe a les mans. En efecte, però, la tàctica s'assembla més a un assassinat / suïcidi. El juramentado —actuant ni com autodefensa ni a través de l'altruisme desinteressat— es compromet a assassinar, i a la seva pròpia autodestrucció, únicament per a la promesa de la seva percepció del benefici personal. Després de la mort, el cos del mag-sabil és rentat i de nou embolicat en blanc per a l'enterrament. En l'improbable cas de la mag-sabil sobrevisqui al seu atac, es creia que el seu cos aniria al paradís després de 40 anys.